# Gralha-de-nuca-azul
Gaio-de-nuca-azul (nome científico: Cyanocorax cayanus) é uma espécie de ave da família Corvidae.
Pode ser encontrada nos seguintes países: Brasil, Colômbia e Venezuela.